# Veelhoeksmeting
Veelhoeksmeting is de naam van een methode ter bepaling van de ligging van een aantal punten in het terrein ten behoeve van detailmeting. Men denkt die punten verbonden door rechte lijnen, die een veelhoek vormen, en kan aan deze zijden de in de nabijheid gelegen bijzonderheden van het terrein door detailmeting vastleggen. 
Voor het in kaart brengen van een niet uitgestrekt terrein legt men een gesloten veelhoek langs de omtrek, die zo nodig door tussenveelhoeken in kleinere delen kan worden gedeeld. Bij kadastrale en topografische opmetingen levert de veelhoeksmeting een noodzakelijke aanvulling op de punten van het driehoeksnet. De hoofdveelhoeken hebben als begin- en eindpunten driehoekspunten; zij vormen een veelhoeksnet, dat door tussenveelhoeken weer in kleinere delen wordt verdeeld, die ieder op zichzelf in kaart worden gebracht. De veelhoeken volgen gewoonlijk de wegen; de hoekpunten worden door stenen merktekens vastgelegd, als zij voor latere metingen nodig zijn, of tijdelijk met piketten aangegeven. 
Voor de hoekmetingen worden in de regel theodolieten, boussoles of tachymeters gebruikt: met deze laatste instrumenten bepaalt men de magnetische azimuts van de zijden. De lengte van deze meet men met de afstandmeter, met stalen meetbanden of met meetlatten. Voor de vereffening van de waarneming, opdat een volkomen sluitend geheel wordt verkregen, wordt de methode van de kleinste vierkanten toegepast, als grote nauwkeurigheid wordt vereist. Veelal kan men echter volstaan met een eenvoudiger benaderingsmethode. Het in kaart brengen van veelhoekspunten geschiedt bij topografische opmetingen gewoonlijk door constructie der veelhoeken, en bij kadastrale opmetingen door middel van coördinaten, die na de vereffening kunnen worden berekend.